# 1. HMNL 2010./11.
1.HMNL 2010./11. je bila dvadeseta sezona najvišeg ranga hrvatskog malonogometnog prvenstva. Sudjelovalo je 13 momčadi, a prvak je postao Split Brodosplit Inženjering.

## Sustav natjecanja
Prvenstvo je odigrano u dva dijela: ligaškom i doigravanju. 

U ligaškom dijelu je sudjelovalo 13 momčadi koje su odigrale dvokružnim sustavom (26 kola, 24 utakmice po momčadi). Po završetku lige osam najbolje plasiranih momčadi se plasiralo u doigravanje za prvaka koje se igralo na ispadanje (četvrtzavršnica, poluzavršnica, završnica). Kriterij za prolazak pojedine faze doigravanja je bilo da pobjednička momčad prva ostvari dvije pobjede. 

## Ljestvica prvenstva i rezultati doigravanja

### Ljestvica
| poz. | klub                         | ut.                              | poz.                             | rem.                             | por.                             | po.g                             | pr.g                             | gr                               | bod                              | 2. dio sezone                    |
| ---- | ---------------------------- | -------------------------------- | -------------------------------- | -------------------------------- | -------------------------------- | -------------------------------- | -------------------------------- | -------------------------------- | -------------------------------- | -------------------------------- |
| 1.   | Kijevo Knin                  | 24                               | 19                               | 2                                | 3                                | 127                              | 53                               | +74                              | 59                               | doigravanje za prvaka            |
| 2.   | Split Brodosplit Inženjering | 24                               | 17                               | 4                                | 3                                | 96                               | 58                               | +38                              | 55                               | doigravanje za prvaka            |
| 3.   | Vrgorac                      | 24                               | 17                               | 1                                | 6                                | 110                              | 72                               | +38                              | 52                               | doigravanje za prvaka            |
| 4.   | Mejaši Split                 | 24                               | 11                               | 4                                | 9                                | 83                               | 67                               | +16                              | 37                               | doigravanje za prvaka            |
| 5.   | Uspinjača Zagreb             | 24                               | 12                               | 1                                | 11                               | 83                               | 71                               | +12                              | 37                               | doigravanje za prvaka            |
| 6.   | Nacional Zagreb              | 24                               | 10                               | 3                                | 11                               | 75                               | 72                               | +3                               | 33                               | doigravanje za prvaka            |
| 7.   | Murter                       | 24                               | 9                                | 2                                | 13                               | 72                               | 74                               | -2                               | 29                               | doigravanje za prvaka            |
| 8.   | BBS Novi Marof               | 24                               | 9                                | 2                                | 13                               | 67                               | 86                               | -19                              | 29                               | doigravanje za prvaka            |
| 9.   | Osijek VBK                   | 24                               | 9                                | 1                                | 14                               | 74                               | 90                               | -16                              | 28                               |                                  |
| 10.  | Zagreb Zapad                 | 24                               | 9                                | 1                                | 14                               | 77                               | 102                              | -25                              | 28                               |                                  |
| 11.  | Potpićan 98                  | 24                               | 7                                | 5                                | 12                               | 87                               | 106                              | -19                              | 19                               |                                  |
| 12.  | Bitumina Muć                 | 24                               | 7                                | 1                                | 16                               | 64                               | 109                              | -45                              | 21 (-1)                          |                                  |
| 13.  | Torcida Split                | 24                               | 6                                | 1                                | 17                               | 66                               | 121                              | -55                              | 18 (-1)                          |                                  |
|      | Inero Split                  | odustali prije početka prvenstva | odustali prije početka prvenstva | odustali prije početka prvenstva | odustali prije početka prvenstva | odustali prije početka prvenstva | odustali prije početka prvenstva | odustali prije početka prvenstva | odustali prije početka prvenstva | odustali prije početka prvenstva |

### Doigravanje za prvaka
| faza                                                                                             | 1.klub                       | 2.klub                       | rezultati            |
| ------------------------------------------------------------------------------------------------ | ---------------------------- | ---------------------------- | -------------------- |
| četvrtzavršnica                                                                                  | Kijevo Knin                  | Murter                       | 6:3*, 4:0            |
| četvrtzavršnica                                                                                  | Mejaši Split                 | Uspinjača Zagreb             | 7:4*, 6:1            |
| četvrtzavršnica                                                                                  | Split Brodosplit Inženjering | BBS Novi Marof               | 6:3p*, 5:1           |
| četvrtzavršnica                                                                                  | Vrgorac                      | Nacional Zagreb              | 4:2*, 4:3            |
| poluzavršnica                                                                                    | Kijevo Knin                  | Mejaši Split                 | 5:2*, 2:4, 9:4*      |
| poluzavršnica                                                                                    | Split Brodosplit Inženjering | Vrgorac                      | 5:4*, 3:3p (1:0 pen) |
| završnica                                                                                        | Kijevo Knin                  | Split Brodosplit Inženjering | 5:2*, 3:8, 3:5p*     |
|                                                                                                  |                              |                              |                      |
| * - domaća utakmica za 1.klub p - rezultat nakon produžetaka pen - raspucavanje kaznenih udaraca |                              |                              |                      |

## Poveznice
- Druga hrvatska malonogometna liga 2010./11.
- Hrvatski malonogometni kup 2010./11.